# Euathlus
Euathlus is een geslacht van spinnen uit de familie vogelspinnen (Theraphosidae).

## Soorten
De volgende soorten zijn bij het geslacht ingedeeld:
- Euathlus truculentus L. Koch, 1875
- Euathlus vulpinus (Karsch, 1880)
  - Euathlus vulpinus ater (Donoso, 1957)